# Нитро кофе
Нитро-кофе — это чёрный кофе, приготовленный методом холодного заваривания и насыщенный азотом. В начале 2010-х годов напиток получил распространение в США, в России стал популярен только после 2015 года.

## История
Нитро-кофе впервые появился в продаже в кофейнях в начале 2010-х годов. Существуют разные версии о точном месте происхождения напитка. По одной из версий, напиток появился в 2013 году в Остине и Портленде; по другой, — в 2011 году в Нью-Йорке.
Летом 2016 года напиток появился в продаже в 500 кофейнях Starbucks.

## Приготовление
В качестве основы используется колд-брю (англ. cold brew) — кофе холодного заваривания. Для его приготовления кофейные зёрна мелкого помола заливают холодной водой и оставляют на 15—20 часов с последующей фильтрацией. Азот добавляется в напиток непосредственно перед употреблением с помощью специального оборудования, напоминающего пивное, но с некоторыми конструктивными отличиями.
Вкус нитро-кофе зависит от вкуса колд-брю, из которого его приготовили. Азот добавляет сливочные нотки и делает напиток слегка газированным.

## Массовое производство
В настоящее время многие компании запусти массовый выпуск нитро-кофе в жестяных банках, срок хранения такого кофе варьируется от месяца до года, в зависимости от количества стабилизаторов в составе. Благодаря герметичности упаковки азот сохраняется в напитке на протяжении всего времени хранения.